# Provincia di Batman
La provincia di Batman è una delle province della Turchia. Batman (abbreviazione di montagne del Bati Raman) è una provincia turca prevalentemente curda a sud-est della Anatolia. La popolazione della provincia è poco meno di 600 000 abitanti. 
La provincia è importante a causa della produzione e delle riserve di petrolio. La prima raffineria di petrolio è stata fondata nel 1955. Vi è un oleodotto lungo 494 km da Batman alla città di Alessandretta.
Il cotone di bambù è il principale prodotto agricolo. Una linea ferroviaria collega Batman con Diyarbakır e Elâzığ. Il fiume Batman scorre attraversando la zona.
Batman (246 700 abitanti) è la capitale della provincia. 
La provincia è molto interessante anche da un punto di vista archeologico. Tra questi spiccano il monastero Imam Abdullah Dervish e i ponti di Camiü'r Rızk e Hasankeyf.

## Distretti
La provincia è divisa in 6 distretti: 	

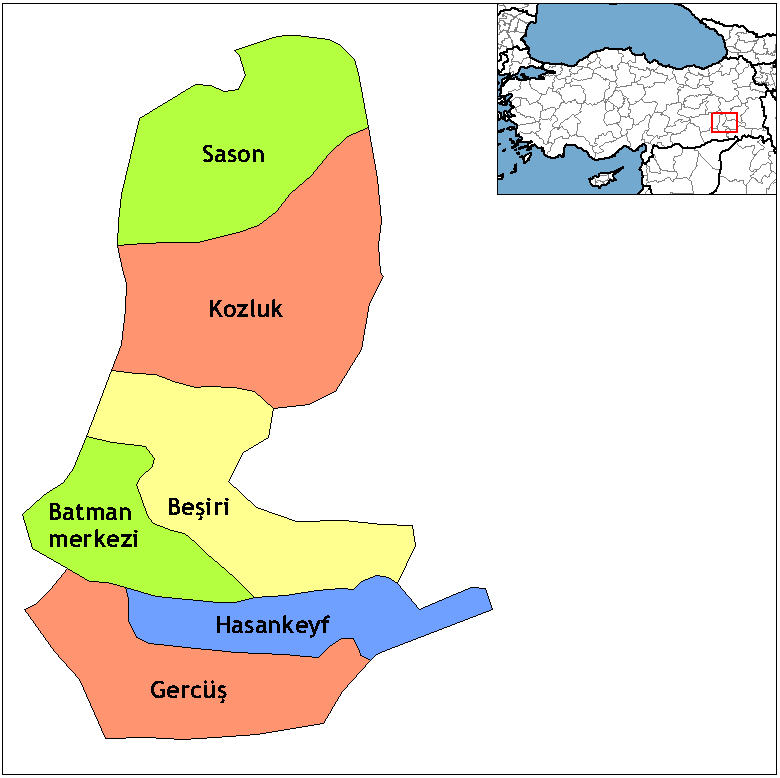
Distretti della provincia di Batman

- Batman
- Beşiri
- Gercüş
- Hasankeyf
- Kozluk
- Sason